# Miguel d’Escoto Brockmann
Miguel d'Escoto Brockmann (ur. 5 lutego 1933 w Los Angeles, zm. 8 czerwca 2017) – nikaraguański duchowny, teolog wyzwolenia, polityk i dyplomata.
Miguel d'Escoto Brockmann urodził się w Stanach Zjednoczonych Ameryki, jednak dzieciństwo i młodość spędził w Nikaragui. W 1947 roku powrócił do USA na studia. W 1953 roku wstąpił do seminarium duchownego zgromadzenia misyjnego Maryknoll. W 1961 roku przyjął święcenia kapłańskie. W 1962 roku ukończył studia dziennikarskie na Columbia University. Był misjonarzem zgromadzenia Maryknoll w Ameryce Łacińskiej i dyrektorem wydawnictwa Orbis Books w Nowym Jorku. Uczestniczył także w pracach Światowej Rady Kościołów.
W latach siedemdziesiątych XX wieku zaangażował się w działalność społeczną i polityczną w Nikaragui. Był jednym z założycieli stowarzyszenia nikaraguańskich intelektualistów Grupo de los Doce krytykującej rządy rodziny Somoza, a następnie członkiem Frontu Wyzwolenia Narodowego. W latach 1985–2014 suspendowany przez Stolicę Apostolską za swoją przynależność do partii sandinistów
Pełnił funkcje ministra spraw zagranicznych Nikaragui (1979-1990) i przewodniczącego 63. Sesji Zgromadzenia Ogólnego ONZ (2008-2009). Od 2007 roku był doradcą prezydenta Nikaragui - Daniela Ortegi Saavedra. W 2011 roku został powołany na przedstawiciela Libii w Organizacji Narodów Zjednoczonych.
Laureat Międzynarodowej Leninowskiej Nagrody Pokoju (1985-1986).